# Distrito de Fayzabad
Fayzabad es uno de los 30 distritos de la Provincia de Badakhshan, Afganistán. Fue subdividido en 2005 en los distritos de Shiki, Yaftali Sufla y Tagab. Cuenta con una población de aproximadamente 46.000 personas. Su capital es Fayzābād.
- Datos: Q2887829